# Coupe du monde de patinage de vitesse 2010-2011
Navigation
Édition précédente Édition suivante
La coupe du monde de patinage de vitesse 2010 - 2011 est une compétition internationale qui se déroule durant la saison hivernale. La saison est rythmée par plusieurs épreuves selon les distances entre le 12 novembre 2010 à Heerenveen (Pays-Bas) et le 6 mars 2011 de nouveau à Heerenveen (Pays-Bas). La compétition est organisée par l'Union internationale de patinage.
Les différentes épreuves sont le 500 mètres, 1 000 mètres, 1 500 mètres, la longue distance 5 000/10 000 mètres et la poursuite par équipes chez les hommes, chez les femmes les épreuves sont le 500 mètres, 1 000 mètres, 1 500 mètres, la longue distance 3 000/5 000 mètres et la poursuite par équipes.

## Calendrier

### Hommes
| Date                   | Lieu           | Épreuve              | Vainqueur           | Second              | Troisième             |
| ---------------------- | -------------- | -------------------- | ------------------- | ------------------- | --------------------- |
| 12 au 14 novembre 2010 | Heerenveen     | 500 m (1)            | Keiichiro Nagashima | Joji Kato           | Lee Kang-seok         |
| 12 au 14 novembre 2010 | Heerenveen     | 500 m (2)            | Keiichiro Nagashima | Joji Kato           | Lee Kang-seok         |
| 12 au 14 novembre 2010 | Heerenveen     | 1000 m               | Shani Davis         | Stefan Groothuis    | Simon Kuipers         |
| 12 au 14 novembre 2010 | Heerenveen     | 1500 m               | Shani Davis         | Simon Kuipers       | Mark Tuitert          |
| 12 au 14 novembre 2010 | Heerenveen     | 5000 m               | Ivan Skobrev        | Wouter Olde Heuvel  | Jonathan Kuck         |
| 19 au 21 novembre 2010 | Berlin         | 500 m (1)            | Joji Kato           | Jan Smeekens        | Lee Kang-seok         |
| 19 au 21 novembre 2010 | Berlin         | 500 m (2)            | Pekka Koskela       | Tucker Fredricks    | Lee Kang-seok         |
| 19 au 21 novembre 2010 | Berlin         | 1000 m               | Shani Davis         | Lee Kyou-hyuk       | Simon Kuipers         |
| 19 au 21 novembre 2010 | Berlin         | 1500 m               | Håvard Bøkko        | Trevor Marsicano    | Stefan Groothuis      |
| 19 au 21 novembre 2010 | Berlin         | 5000 m               | Lee Seung-hoon      | Jonathan Kuck       | Håvard Bøkko          |
| 19 au 21 novembre 2010 | Berlin         | poursuite par équipe | États-Unis          | Norvège             | Pays-Bas              |
| 27 au 28 novembre 2010 | Hamar          | 1500 m               | Trevor Marsicano    | Simon Kuipers       | Shani Davis           |
| 27 au 28 novembre 2010 | Hamar          | 10000 m              | Bob de Jong         | Ivan Skobrev        | Jorrit Bergsma        |
| 27 au 28 novembre 2010 | Hamar          | poursuite par équipe | États-Unis          | Canada              | Norvège               |
| 4 au 5 décembre 2010   | Changchun      | 500 m (1)            | Lee Kang-seok       | Joji Kato           | Keiichiro Nagashima   |
| 4 au 5 décembre 2010   | Changchun      | 500 m (2)            | Tucker Fredricks    | Jan Smeekens        | Lee Kyou-hyuk         |
| 4 au 5 décembre 2010   | Changchun      | 1000 m (1)           | Stefan Groothuis    | Lee Kyou-hyuk       | Simon Kuipers         |
| 4 au 5 décembre 2010   | Changchun      | 1000 m (2)           | Stefan Groothuis    | Simon Kuipers       | Lee Kyou-hyuk         |
| 11 au 12 décembre 2010 | Obihiro        | 500 m (1)            | Lee Kang-seok       | Keiichiro Nagashima | Akio Ota              |
| 11 au 12 décembre 2010 | Obihiro        | 500 m (2)            | Joji Kato           | Keiichiro Nagashima | Lee Kyou-hyuk         |
| 11 au 12 décembre 2010 | Obihiro        | 1000 m (1)           | Shani Davis         | Lee Kyou-hyuk       | Denny Morrison        |
| 11 au 12 décembre 2010 | Obihiro        | 1000 m (2)           | Samuel Schwarz      | Shani Davis         | Jan Bos               |
| 28 au 30 janvier 2011  | Moscou         | 500 m (1)            | Pekka Koskela       | Jamie Gregg         | Jacques de Koning     |
| 28 au 30 janvier 2011  | Moscou         | 500 m (2)            | Jan Smeekens        | Akio Ota            | Tucker Fredricks      |
| 28 au 30 janvier 2011  | Moscou         | 1000 m               | Stefan Groothuis    | Denny Morrison      | Mikael Flygind-Larsen |
| 28 au 30 janvier 2011  | Moscou         | 1500 m               | Ivan Skobrev        | Denny Morrison      | Mark Tuitert          |
| 28 au 30 janvier 2011  | Moscou         | 5000 m               | Bob de Jong         | Ivan Skobrev        | Håvard Bøkko          |
| 28 au 30 janvier 2011  | Moscou         | poursuite par équipe | Russie              | Norvège             | Allemagne             |
| 18 au 19 février 2011  | Salt Lake City | 1500 m               | Trevor Marsicano    | Shani Davis         | Mark Tuitert          |
| 18 au 19 février 2011  | Salt Lake City | 10000 m              | Bob de Jong         | Lee Seung-hoon      | Bob de Vries          |
| 4 au 6 mars 2011       | Heerenveen     | 500 m (1)            | Lee Kang-seok       | Lee Kyou-hyuk       | Jacques de Koning     |
| 4 au 6 mars 2011       | Heerenveen     | 500 m (2)            | Lee Kyou-hyuk       | Yuya Oikawa         | Lee Kang-seok         |
| 4 au 6 mars 2011       | Heerenveen     | 1000 m               | Stefan Groothuis    | Lee Kyou-hyuk       | Shani Davis           |
| 4 au 6 mars 2011       | Heerenveen     | 1500 m               | Shani Davis         | Stefan Groothuis    | Ivan Skobrev          |
| 4 au 6 mars 2011       | Heerenveen     | 5000 m               | Bob de Jong         | Ivan Skobrev        | Bob de Vries          |

### Femmes
| Date                   | Lieu           | Épreuve              | Vainqueur          | Second             | Troisième           |
| ---------------------- | -------------- | -------------------- | ------------------ | ------------------ | ------------------- |
| 12 au 14 novembre 2010 | Heerenveen     | 500 m (1)            | Jenny Wolf         | Lee Sang-hwa       | Margot Boer         |
| 12 au 14 novembre 2010 | Heerenveen     | 500 m (2)            | Jenny Wolf         | Margot Boer        | Nao Kodaira         |
| 12 au 14 novembre 2010 | Heerenveen     | 1000 m               | Christine Nesbitt  | Margot Boer        | Ireen Wüst          |
| 12 au 14 novembre 2010 | Heerenveen     | 1500 m               | Shani Davis        | Simon Kuipers      | Mark Tuitert        |
| 12 au 14 novembre 2010 | Heerenveen     | 3000 m               | Stephanie Beckert  | Cindy Klassen      | Kristina Groves     |
| 19 au 21 novembre 2010 | Berlin         | 500 m (1)            | Jenny Wolf         | Lee Sang-hwa       | Margot Boer         |
| 19 au 21 novembre 2010 | Berlin         | 500 m (2)            | Jenny Wolf         | Margot Boer        | Lee Sang-hwa        |
| 19 au 21 novembre 2010 | Berlin         | 1000 m               | Christine Nesbitt  | Heather Richardson | Margot Boer         |
| 19 au 21 novembre 2010 | Berlin         | 1500 m               | Christine Nesbitt  | Ida Njåtun         | Ireen Wüst          |
| 19 au 21 novembre 2010 | Berlin         | 3000 m               | Jilleanne Rookard  | Martina Sáblíková  | Stephanie Beckert   |
| 19 au 21 novembre 2010 | Berlin         | poursuite par équipe | Allemagne          | Pays-Bas           | Norvège             |
| 27 au 28 novembre 2010 | Hamar          | 1500 m               | Christine Nesbitt  | Marrit Leenstra    | Brittany Schussler  |
| 27 au 28 novembre 2010 | Hamar          | 5000 m               | Stephanie Beckert  | Martina Sáblíková  | Eriko Ishino        |
| 27 au 28 novembre 2010 | Hamar          | poursuite par équipe | Canada             | Russie             | Pays-Bas            |
| 4 au 5 décembre 2010   | Changchun      | 500 m (1)            | Lee Sang-hwa       | Jenny Wolf         | Nao Kodaira         |
| 4 au 5 décembre 2010   | Changchun      | 500 m (2)            | Lee Sang-hwa       | Yu Jing            | Jenny Wolf          |
| 4 au 5 décembre 2010   | Changchun      | 1000 m (1)           | Christine Nesbitt  | Heather Richardson | Judith Hesse        |
| 4 au 5 décembre 2010   | Changchun      | 1000 m (2)           | Christine Nesbitt  | Heather Richardson | Nao Kodaira         |
| 11 au 12 décembre 2010 | Obihiro        | 500 m (1)            | Lee Sang-hwa       | Yu Jing            | Jenny Wolf          |
| 11 au 12 décembre 2010 | Obihiro        | 500 m (2)            | Jenny Wolf         | Lee Sang-hwa       | Yu Jing             |
| 11 au 12 décembre 2010 | Obihiro        | 1000 m (1)           | Heather Richardson | Nao Kodaira        | Lee Sang-hwa        |
| 11 au 12 décembre 2010 | Obihiro        | 1000 m (2)           | Heather Richardson | Nao Kodaira        | Maki Tsuji          |
| 28 au 30 janvier 2011  | Moscou         | 500 m (1)            | Jenny Wolf         | Margot Boer        | Heather Richardson  |
| 28 au 30 janvier 2011  | Moscou         | 500 m (2)            | Jenny Wolf         | Margot Boer        | Heather Richardson  |
| 28 au 30 janvier 2011  | Moscou         | 1000 m               | Christine Nesbitt  | Ireen Wüst         | Heather Richardson  |
| 28 au 30 janvier 2011  | Moscou         | 1500 m               | Christine Nesbitt  | Ireen Wüst         | Martina Sáblíková   |
| 28 au 30 janvier 2011  | Moscou         | 3000 m               | Martina Sáblíková  | Ireen Wüst         | Brittany Schussler  |
| 28 au 30 janvier 2011  | Moscou         | poursuite par équipe | Pays-Bas           | Norvège            | Allemagne           |
| 18 au 19 février 2011  | Salt Lake City | 1500 m               | Marrit Leenstra    | Ireen Wüst         | Christine Nesbitt   |
| 18 au 19 février 2011  | Salt Lake City | 5000 m               | Martina Sáblíková  | Stephanie Beckert  | Eriko Ishino        |
| 4 au 6 mars 2011       | Heerenveen     | 500 m (1)            | Annette Gerritsen  | Jenny Wolf         | Lee Sang-hwa        |
| 4 au 6 mars 2011       | Heerenveen     | 500 m (2)            | Jenny Wolf         | Lee Sang-hwa       | Annette Gerritsen   |
| 4 au 6 mars 2011       | Heerenveen     | 1000 m               | Ireen Wüst         | Marrit Leenstra    | Laurine van Riessen |
| 4 au 6 mars 2011       | Heerenveen     | 1500 m               | Ireen Wüst         | Marrit Leenstra    | Christine Nesbitt   |
| 4 au 6 mars 2011       | Heerenveen     | 3000 m               | Martina Sáblíková  | Stephanie Beckert  | Jorien Voorhuis     |

## Classements de chaque discipline

### 500 m
| Rang | Nom              | Points |
| ---- | ---------------- | ------ |
| 1    | Lee Kang-seok    | 810    |
| 2    | Lee Kyou-Hyuk    | 695    |
| 3    | Joji Kato        | 671    |
| 4    | Tucker Fredricks | 614    |
| 5    | Jan Smeekens     | 592    |

| Rang | Nom                | Points |
| ---- | ------------------ | ------ |
| 1    | Jenny Wolf         | 1190   |
| 2    | Lee Sang-hwa       | 875    |
| 3    | Margot Boer        | 735    |
| 4    | Heather Richardson | 548    |
| 5    | Nao Kodaira        | 511    |

### 1000 m
| Rang | Nom              | Points |
| ---- | ---------------- | ------ |
| 1    | Stefan Groothuis | 580    |
| 2    | Lee Kyou-hyuk    | 522    |
| 3    | Shani Davis      | 485    |
| 4    | Simon Kuipers    | 354    |
| 5    | Denny Morrison   | 336    |

| Rang | Nom                | Points |
| ---- | ------------------ | ------ |
| 1    | Heather Richardson | 605    |
| 2    | Christine Nesbitt  | 590    |
| 3    | Margot Boer        | 360    |
| 4    | Nao Kodaira        | 353    |
| 5    | Ireen Wüst         | 350    |

### 1500 m
| Rang | Nom              | Points |
| ---- | ---------------- | ------ |
| 1    | Shani Davis      | 440    |
| 2    | Håvard Bøkko     | 357    |
| 3    | Stefan Groothuis | 342    |
| 4    | Ivan Skobrev     | 333    |
| 5    | Trevor Marsicano | 325    |

| Rang | Nom                | Points |
| ---- | ------------------ | ------ |
| 1    | Christine Nesbitt  | 575    |
| 2    | Marrit Leenstra    | 466    |
| 3    | Ireen Wust         | 460    |
| 4    | Brittany Schussler | 265    |
| 5    | Martina Sáblíková  | 227    |

### Longue distance
| Rang | Nom           | Points |
| ---- | ------------- | ------ |
| 1    | Bob de Jong   | 610    |
| 2    | Ivan Skobrev  | 400    |
| 3    | Bob de Vries  | 356    |
| 4    | Håvard Bøkko  | 331    |
| 5    | Jonathan Kuck | 275    |

| Rang | Nom                | Points |
| ---- | ------------------ | ------ |
| 1    | Martina Sáblíková  | 510    |
| 2    | Stephanie Beckert  | 475    |
| 3    | Jilleanne Rookard  | 351    |
| 4    | Brittany Schussler | 267    |
| 5    | Eriko Ishino       | 256    |

### Poursuite par équipes
| Rang | Nom        | Points |
| ---- | ---------- | ------ |
| 1    | Norvège    | 270    |
| 2    | Russie     | 250    |
| 3    | États-Unis | 232    |
| 4    | Canada     | 220    |
| 5    | Allemagne  | 174    |

| Rang | Nom       | Points |
| ---- | --------- | ------ |
| 1    | Pays-Bas  | 300    |
| 2    | Allemagne | 250    |
| 3    | Norvège   | 250    |
| 4    | Russie    | 220    |
| 5    | Canada    | 175    |